# Liste der Bodendenkmäler in Oberschneiding
Auf dieser Seite sind die Bodendenkmäler in der niederbayerischen Gemeinde Oberschneiding zusammengestellt. Diese Tabelle ist eine Teilliste der Liste der Bodendenkmäler in Bayern. Grundlage ist die Bayerische Denkmalliste, die auf Basis des Bayerischen Denkmalschutzgesetzes vom 1. Oktober 1973 erstmals erstellt wurde und seither durch das Bayerische Landesamt für Denkmalpflege geführt wird. Die folgenden Angaben ersetzen nicht die rechtsverbindliche Auskunft der Denkmalschutzbehörde.

## Bodendenkmäler der Gemeinde Oberschneiding

### Bodendenkmäler in der Gemarkung Grafling
| Lage                | Objekt | Akten-Nr.     | Bild |
| ------------------- | --- | ------------- | ---- |
| Grafling (Standort) | Verebnete Viereckschanze und Siedlung der späten Latènezeit sowie Siedlungen vor und frühgeschichtlicher Zeitstellung, unter anderem des Jungneolithikums (Münchshöfener Kultur), der Bronzezeit und der Urnenfelderzeit. | D-2-7142-0257 |      |
| Grafling (Standort) | Siedlung vor- und frühgeschichtlicher Zeitstellung, unter anderem des Mittelneolithikums (Gruppe Oberlauterbach). | D-2-7242-0429 |      |
| Grafling (Standort) | Siedlung vor- und frühgeschichtlicher Zeitstellung. | D-2-7242-0431 |      |
| Grafling (Standort) | Zwei verebnete Grabenwerke vor- und frühgeschichtlicher Zeitstellung sowie Siedlungen des Jungneolithikums (Altheimer Gruppe), der Urnenfelderzeit und der Hallstattzeit.                                                 | D-2-7242-0432 |      |
| Grafling (Standort) | Untertägige frühneuzeitliche Befunde im Bereich der katholischen Filialkirche St. Peter und Paul in Grafling. | D-2-7242-0505 |      |

### Bodendenkmäler in der Gemarkung Großenpinning
| Lage                     | Objekt | Akten-Nr.     | Bild |
| ------------------------ | --- | ------------- | ---- |
| Großenpinning (Standort) | Verebnete Grabhügel vorgeschichtlicher Zeitstellung. | D-2-7241-0168 |      |
| Großenpinning (Standort) | Siedlung des Jungneolithikums (Münchshöfener Gruppe). | D-2-7241-0243 |      |
| Großenpinning (Standort) | Verebnete Grabhügel vorgeschichtlicher Zeitstellung. | D-2-7242-0013 |      |
| Großenpinning (Standort) | Siedlungen der Linearbandkeramik, des Mittelneolithikums (Stichbandkeramik, Gruppe Oberlauterbach) und des Jungneolithikums (Münchshöfener Gruppe.)                   | D-2-7242-0436 |      |
| Großenpinning (Standort) | Siedlung des Neolithikums, u.a des Mittelneolithikums (Gruppe Oberlauterbach).                                                                                        | D-2-7242-0438 |      |
| Großenpinning (Standort) | Siedlung vor- und frühgeschichtlicher Zeitstellung und verebnete vorgeschichtliche Grabhügel.                                                                         | D-2-7242-0440 |      |
| Großenpinning (Standort) | Verebneter Kreisgraben und Siedlung vor- und frühgeschichtlicher Zeitstellung.                                                                                        | D-2-7242-0441 |      |
| Großenpinning (Standort) | Verebneter Grabhügel vorgeschichtlicher Zeitstellung. | D-2-7242-0442 |      |
| Großenpinning (Standort) | Verebnete Grabhügel vorgeschichtlicher Zeitstellung. | D-2-7242-0443 |      |
| Großenpinning (Standort) | Verebnete Grabhügel vorgeschichtlicher Zeitstellung. | D-2-7242-0444 |      |
| Großenpinning (Standort) | Untertägige mittelalterliche und frühneuzeitliche Befunde im Bereich der katholischen Filialkirche St. Elisabeth in Büchling.                                         | D-2-7242-0502 |      |
| Großenpinning (Standort) | Untertägige mittelalterliche und frühneuzeitliche Befunde im Bereich der katholischen Filialkirche St. Emmeram und Kassian in Großenpinning mit zugehörigem Friedhof. | D-2-7242-0507 |      |

### Bodendenkmäler in der Gemarkung Niederschneiding
| Lage                        | Objekt | Akten-Nr.     | Bild |
| --------------------------- | --- | ------------- | ---- |
| Niederschneiding (Standort) | Siedlungen der Linearbandkeramik, des Mittelneolithikums (Stichbandkeramik, Gruppe Oberlauterbach) und des Jungneolithikums (Münchshöfener und Altheimer Gruppe). | D-2-7141-0256 |      |
| Niederschneiding (Standort) | Siedlungen der Linearbandkeramik, des Mittelneolithikums (Stichbandkeramik), des Jungneolithikums (Münchshöfener Gruppe), der Urnenfelderzeit, der römischen Kaiserzeit und des frühen Mittelalters. | D-2-7141-0257 |      |
| Niederschneiding (Standort) | Siedlung des Mittelneolithikums (Stichbandkeramik/Gruppe Oberlauterbach). | D-2-7141-0260 |      |
| Niederschneiding (Standort) | Verebnetes Grabenwerk vor- und frühgeschichtlicher Zeitstellung, Siedlungen der Linearbandkeramik, des Mittelneolithikums (Stichbandkeramik, Gruppe Oberlauterbach), des Jungneolithikums (Münchshöfener Gruppe), der Bronzezeit, Urnenfelder- und Hallstattzeit sowie Bestattungsplatz der Glockenbecherkultur und verebnete Grabhügel vorgeschichtlicher Zeitstellung. | D-2-7141-0268 |      |
| Niederschneiding (Standort) | Siedlung der Urnenfelderzeit. | D-2-7142-0249 |      |
| Niederschneiding (Standort) | Siedlungen der Linearbandkeramik, des Mittelneolithikums (Stichbandkeramik/Gruppe Oberlauterbach) des Jungneolithikums (Münchshöfener Gruppe), der Bronzezeit, der Urnenfelderzeit, der Latènezeit sowie der römischen Kaiserzeit. | D-2-7142-0250 |      |
| Niederschneiding (Standort) | Verebnete Grabhügel vorgeschichtlicher Zeitstellung. | D-2-7142-0252 |      |
| Niederschneiding (Standort) | Verebnete Grabhügel vorgeschichtlicher Zeitstellung. | D-2-7142-0253 |      |
| Niederschneiding (Standort) | Siedlung des Neolithikums. | D-2-7142-0254 |      |
| Niederschneiding (Standort) | Siedlung des Jungneolithikums (Altheimer Gruppe). | D-2-7142-0410 |      |
| Niederschneiding (Standort) | Untertägige frühneuzeitliche Befunde im Bereich der katholischen Filialkirche St. Petrus in Niederschneiding. | D-2-7142-0442 |      |
| Niederschneiding (Standort) | Verebneter Grabhügel vorgeschichtlicher Zeitstellung. | D-2-7241-0170 |      |
| Niederschneiding (Standort) | Verebneter Grabhügel vorgeschichtlicher Zeitstellung. | D-2-7241-0171 |      |
| Niederschneiding (Standort) | Verebnete Grabhügel vorgeschichtlicher Zeitstellung. | D-2-7241-0172 |      |
| Niederschneiding (Standort) | Verebneter Grabhügel vorgeschichtlicher Zeitstellung. | D-2-7241-0174 |      |
| Niederschneiding (Standort) | Verebneter Grabhügel vorgeschichtlicher Zeitstellung. | D-2-7241-0175 |      |
| Niederschneiding (Standort) | Verebnete Grabhügel vorgeschichtlicher Zeitstellung. | D-2-7241-0176 |      |
| Niederschneiding (Standort) | Grabhügel vorgeschichtlicher Zeitstellung. | D-2-7242-0445 |      |
| Niederschneiding (Standort) | Siedlungen vorgeschichtlicher Zeitstellung, unter anderem der Linearbandkeramik, des Mittelneolithikums (Stichbandkeramik, Gruppe Oberlauterbach), des Jung- und Endneolithikums (Münchshöfener, Altheimer und Chamer Gruppe), der Bronzezeit, der Urnenfelderzeit und der Latènezeit sowie Körpergräber vor- und frühgeschichtlicher Zeitstellung.                      | D-2-7242-0449 |      |
| Niederschneiding (Standort) | Siedlung des Neolithikums, unter anderem der Linearbandkeramik. | D-2-7242-0451 |      |
| Niederschneiding (Standort) | Verebnete Grabhügel vorgeschichtlicher Zeitstellung. | D-2-7242-0453 |      |
| Niederschneiding (Standort) | Verebnete Grabhügel vorgeschichtlicher Zeitstellung sowie Siedlungen vor- und frühgeschichtlicher Zeitstellung, unter anderem der Linearbandkeramik, des Mittelneolithikums, des Jungneolithikums (Münchshöfener und Altheimer Gruppe), des Spätneolithikums (Chamer Gruppe), der Urnenfelderzeit und der Latènezeit.                                                    | D-2-7242-0454 |      |
| Niederschneiding (Standort) | Verebnete Grabhügel vorgeschichtlicher Zeitstellung. | D-2-7242-0457 |      |
| Niederschneiding (Standort) | Siedlung vor- und frühgeschichtlicher Zeitstellung. | D-2-7242-0458 |      |
| Niederschneiding (Standort) | Untertägige mittelalterliche und frühneuzeitliche Befunde im Bereich der katholischen Filialkirche St. Sebastian in Münchshöfen. | D-2-7242-0511 |      |
| Niederschneiding (Standort) | Siedlung und verebnete Grabhügel vor- und frühgeschichtlicher Zeitstellung. | D-2-7142-0268 |      |
| Niederschneiding (Standort) | Verebnete Grabhügel vorgeschichtlicher Zeitstellung. | D-2-7142-0364 |      |

### Bodendenkmäler in der Gemarkung Oberpiebing
| Lage                   | Objekt | Akten-Nr.     | Bild |
| ---------------------- | --- | ------------- | ---- |
| Oberpiebing (Standort) | Siedlung der Bronzezeit. | D-2-7141-0258 |      |
| Oberpiebing (Standort) | Siedlung vor- und frühgeschichtlicher Zeitstellung. | D-2-7141-0259 |      |
| Oberpiebing (Standort) | Siedlungen des Mittelneolithikums (Stichbandkeramik, Gruppe Oberlauterbach) des Jungneolithikums (Münchshöfener Gruppe, Typus Wallerfing, und der Altheimer Gruppe) der Bronzezeit sowie Grabenwerk und Bestattungen im Siedlungskontext der Münchshöfener Gruppe.                        | D-2-7241-0177 |      |
| Oberpiebing (Standort) | Siedlungen vor- und frühgeschichtlicher Zeitstellung, unter anderem des Mittelneolithikums (Stichbandkeramik/Gruppe Oberlauterbach), des Jungneolithikums (Münchshöfener Gruppe) und der Bronzezeit und Urnenfelderzeit sowie Bestattungsplatz vor- und frühgeschichtlicher Zeitstellung. | D-2-7241-0178 |      |
| Oberpiebing (Standort) | Siedlungen vor- und frühgeschichtlicher Zeitstellung, unter anderem des Jung- und Spätneolithikums (Altheimer und Chamer Gruppe), der Bronzezeit, der Urnenfelderzeit und der Hallstattzeit.                                                                                              | D-2-7241-0179 |      |
| Oberpiebing (Standort) | Verebnete Viereckschanze der späten Latènezeit. | D-2-7241-0181 |      |
| Oberpiebing (Standort) | Verebnete Viereckschanze der späten Latènezeit. | D-2-7241-0182 |      |

### Bodendenkmäler in der Gemarkung Oberschneiding
| Lage                      | Objekt | Akten-Nr.     | Bild |
| ------------------------- | --- | ------------- | ---- |
| Oberschneiding (Standort) | Grabhügel vorgeschichtlicher Zeitstellung, unter anderem der Hallstattzeit. | D-2-7241-0183 |      |
| Oberschneiding (Standort) | Siedlungen des Neolithikums, unter anderem des Altneolithikums (Linearbandkeramik), des Mittelneolithikums (Gruppe Oberlauterbach), des Jungneolithikums (Michelsberger, Münchshöfener und Altheimer Kultur), des Spätneolithikums (Chamer Gruppe), der frühen und mittleren Bronzezeit und der frühen Latènezeit sowie Grabenwerke des Jungneolithikums (Münchshöfener und Altheimer Kultur) und des Spätneolithikums (Chamer Gruppe). | D-2-7241-0185 |      |
| Oberschneiding (Standort) | Siedlung vor- und frühgeschichtlicher Zeitstellung, unter anderem der Metallzeiten. | D-2-7241-0187 |      |
| Oberschneiding (Standort) | Siedlung der Altheimer Gruppe. | D-2-7241-0188 |      |
| Oberschneiding (Standort) | Verebnete Grabhügel vorgeschichtlicher Zeitstellung. | D-2-7241-0190 |      |
| Oberschneiding (Standort) | Siedlung vor- und frühgeschichtlicher Zeitstellung. | D-2-7241-0191 |      |
| Oberschneiding (Standort) | Verebnete Viereckschanze der späten Latènezeit, Körpergräber des frühen Mittelalters sowie Siedlungen vor- und frühgeschichtlicher Zeitstellung, unter anderem der Bronzezeit und der Latènezeit. | D-2-7241-0192 |      |
| Oberschneiding (Standort) | Untertägige mittelalterliche und frühneuzeitliche Befunde im Bereich des ehemaligen Hofmarkschlosses Hienhart mit zugehöriger Parkanlage und katholischen Schlosskapelle Schmerzhafte Muttergottes. | D-2-7241-0248 |      |
| Oberschneiding (Standort) | Untertägige mittelalterliche und frühneuzeitliche Befunde im Bereich der katholischen Pfarrkirche Mariae Himmelfahrt in Oberschneiding mit zugehörigem Friedhof. | D-2-7241-0253 |      |
| Oberschneiding (Standort) | Siedlung vorgeschichtlicher Zeitstellung, unter anderem der Münchshöfener Kultur, der Urnenfelderzeit, der Hallstattzeit sowie allgemein der Metallzeiten. | D-2-7241-0286 |      |
| Oberschneiding (Standort) | Siedlung vorgeschichtlicher Zeitstellung, unter anderem ein Doppelgraben wohl der Frühlatènezeit, sowie Bestattungsplatz des Endneolithikums (Schnurkeramik) | D-2-7241-0287 |      |

### Bodendenkmäler in der Gemarkung Reißing
| Lage               | Objekt | Akten-Nr.     | Bild |
| ------------------ | --- | ------------- | ---- |
| Reißing (Standort) | Weitgehend verebnete Viereckschanze der späten Latènezeit. | D-2-7241-0193 |      |
| Reißing (Standort) | Siedlung der Urnenfelderzeit. | D-2-7241-0194 |      |
| Reißing (Standort) | Verebnete Grabhügel vorgeschichtlicher Zeitstellung. | D-2-7241-0195 |      |
| Reißing (Standort) | Verebnete Grabhügel vorgeschichtlicher Zeitstellung. | D-2-7241-0197 |      |
| Reißing (Standort) | Siedlung vor- und frühgeschichtlicher Zeitstellung. | D-2-7241-0199 |      |
| Reißing (Standort) | Siedlung vor- und frühgeschichtlicher Zeitstellung. | D-2-7241-0202 |      |
| Reißing (Standort) | Verebneter Grabhügel vorgeschichtlicher Zeitstellung. | D-2-7241-0203 |      |
| Reißing (Standort) | Siedlung vor- und frühgeschichtlicher Zeitstellung. | D-2-7241-0204 |      |
| Reißing (Standort) | Siedlung vor- und frühgeschichtlicher Zeitstellung. | D-2-7241-0205 |      |
| Reißing (Standort) | Verebneter vorgeschichtlicher Grabhügel. | D-2-7241-0206 |      |
| Reißing (Standort) | Siedlung vor- und frühgeschichtlicher Zeitstellung. | D-2-7241-0207 |      |
| Reißing (Standort) | Verebnetes viereckiges Grabenwerk vor- und frühgeschichtlicher Zeitstellung.                                                                                        | D-2-7241-0208 |      |
| Reißing (Standort) | Siedlung vor- und frühgeschichtlicher Zeitstellung. | D-2-7241-0214 |      |
| Reißing (Standort) | Untertägige frühneuzeitliche Befunde im Bereich der katholischen Filialkirche St. Pantaleon in Lichting.                                                            | D-2-7241-0250 |      |
| Reißing (Standort) | Untertägige mittelalterliche und frühneuzeitliche Befunde im Bereich der katholischen Pfarrkirche Maria Unbefleckte Empfängnis in Reißing mit zugehörigem Friedhof. | D-2-7241-0257 |      |

### Bodendenkmäler in der Gemarkung Wolferkofen
| Lage                   | Objekt | Akten-Nr.     | Bild |
| ---------------------- | --- | ------------- | ---- |
| Wolferkofen (Standort) | Siedlungen der Linearbandkeramik, des Mittelneolithikums (Stichbandkeramik, Gruppe Oberlauterbach), des Jungneolithikums (Münchshöfener Gruppe), der frühen Bronzezeit, der Urnenfelderzeit, der Hallstattzeit, der späten Latènezeit und der römischen Kaiserzeit.       | D-2-7141-0261 |      |
| Wolferkofen (Standort) | Siedlungen der Linearbandkeramik, des Mittelneolithikums (Gruppe Oberlauterbach), des Jungneolithikums (Münchshöfener Gruppe) des Spätneolithikums (Chamer Gruppe), der Bronzezeit, der Urnenfelderzeit, der Latènezeit sowie der römischen Kaiserzeit.                   | D-2-7141-0262 |      |
| Wolferkofen (Standort) | Siedlung und Grabenwerk der Linearbandkeramik, Siedlungen des Mittelneolithikums (Stichbandkeramik, Gruppe Oberlauterbach), des Jungneolithikums (Münchshöfener Gruppe), des Spätneolithikums (Chamer Gruppe), der Bronzezeit, der Urnenfelderzeit und der Hallstattzeit. | D-2-7141-0263 |      |
| Wolferkofen (Standort) | Siedlung der Bronzezeit. | D-2-7141-0264 |      |
| Wolferkofen (Standort) | Siedlungen des Mittelneolithikums (Stichbandkeramik, Gruppe Oberlauterbach), des Jungneolithikums (Münchshöfener und Altheimer Gruppe) und der Bronzezeit sowie Bestattungsplatz der Urnenfelderzeit.                                                                     | D-2-7141-0266 |      |
| Wolferkofen (Standort) | Siedlungen vor- und frühgeschichtlicher Zeitstellung, unter anderem des Mittelneolithikums, des Jungneolithikums (Münchshöfener Gruppe) sowie der Bronzezeit. | D-2-7141-0267 |      |
| Wolferkofen (Standort) | Verebneter Grabhügel vorgeschichtlicher Zeitstellung. | D-2-7141-0270 |      |
| Wolferkofen (Standort) | Untertägige mittelalterliche und frühneuzeitliche Befunde im Bereich der katholischen Filialkirche St. Ägidius in Woferkofen. | D-2-7141-0435 |      |
| Wolferkofen (Standort) | Siedlungen vor- und frühgeschichtlicher Zeitstellung, unter anderem Siedlung und Bestattungen im Siedlungskontext des Jungneolithikums (Münchshöfener Gruppe) sowie Körpergräber des Endneolithikums (Glockenbecherkultur).                                               | D-2-7241-0210 |      |
| Wolferkofen (Standort) | Siedlung vor- und frühgeschichtlicher Zeitstellung. | D-2-7241-0213 |      |